# Elección presidencial de Chile de octubre de 1891
La elección presidencial de Chile de 1891 se llevó a cabo el 18 de octubre de 1891 por medio del sistema de electores, y dio por presidente al Capitán de navío Jorge Montt, el único candidato.
Estas elecciones se rigieron por la reforma electoral del 20 de agosto de 1890 que creó la cámara secreta al votar e introdujo el doblado específico de las papeletas para su cierre. También las elecciones dejaron de estar a cargo del intendente de cada provincia, dependiente del gobierno central, y pasaron a estar manejadas por los municipios.